# Itch (EP)
Itch är en EP av det brittiska bandet Radiohead, endast utgiven i Japan den 1 juni 1994.

## Låtlista
1. "Stop Whispering" (US version) – 4:13
2. "Thinking About You" (Drill version) – 2:17
3. "Faithless, the Wonder Boy" – 4:09
4. "Banana Co." (acoustic) – 2:27
5. "Killer Cars" (live) – 2:17
6. "Vegetable" (live) – 3:12
7. "You" (live) – 3:38
8. "Creep" (acoustic) – 4:19